# Галоп

Галопирующая скаковая лошадь (анимация)

Галопирующий бизон

Гало́п (также намёт) — трехтактный аллюр животного в три темпа с безопорной фазой. 
Дикие лошади переходят на галоп, когда им нужно убежать от хищников или просто быстро преодолеть короткую дистанцию. Лошади редко галопируют больше 2—3 километров, поскольку быстро устают при таком темпе, хотя при достаточно медленном галопе могут покрывать бо́льшие дистанции. При медленном галопе скорость движения лошади может не превышать 20 км/ч.
Очень быстрый галоп, при котором лошадь движется почти прыжками в два темпа, называют карьер или же полевой галоп. На этом аллюре лошадь может развивать скорость до 69,2 км/ч.
Если на шаге, рыси или иноходи нагрузка на все ноги у лошади распределена более или менее равномерно, то на галопе нагрузка зависит от того, с правой или с левой ноги начат этот аллюр. В зависимости от порядка постановки ног лошади галоп называется правосторонним или левосторонним. При левостороннем галопе лошади удобнее выполнять повороты налево, при правостороннем — соответственно, направо.
При левостороннем галопе ноги лошади движутся в следующей последовательности: вначале на землю опирается правая задняя (первый темп), затем лошадь ставит на землю правую переднюю и левую заднюю ноги одновременно (второй темп), после чего опирается только на переднюю левую ногу (третий темп). Перед переходом снова на первый темп следует момент, когда ноги лошади ни на что не опираются и она как бы летит над землёй.